# Anthony Hudson
Anthony Patrick Hudson (Seattle, 1981. március 11. –) amerikai születésű angol labdarúgó, edző. Alan Hudson fia, aki két alkalommal szerepelt az angol labdarúgó-válogatottban.

## Pályafutása

### Játékosként
Fiatalon az angol West Ham United akadémiáján nevelkedett, majd 1998-ban kölcsönben szerepelt a Luton Town csapatában. A West Hamtól való távozása után két évre aláírt a holland N.E.C. csapatához, de hat hónappal később kérte szerződésének felbontását. 2006-ban az alacsonyabb osztályú amerikai Wilmington Hammerheads játékosa lett, itt 2008-ig 10 bajnoki mérkőzésen lépett pályára.

## Sikerei, díjai
- Bahrein U23
  - U23-as GCC: 2013[10]

- Új-Zéland
  - OFC-nemzetek kupája: 2016[11]